# Rajd Dunaju 1974
Rajd Dunaju 1974 (10. Danube Rally) – 10. edycja rajdu samochodowego Rajd Dunaju rozgrywanego w Rumunii. Rozgrywany był od 2 do 4 sierpnia 1974 roku. Była to siedemnasta runda Rajdowych Mistrzostw Europy w roku 1974 oraz czwartą rundą Rajdowego Pucharu Pokoju i Przyjaźni w roku 1974.

## Klasyfikacja rajdu
| Miejsce                      | Kierowca                     | Pilot                        | Samochód                          | Czas                         | Strata                       |                              |
| Klasyfikacja generalna i ERC | Klasyfikacja generalna i ERC | Klasyfikacja generalna i ERC | Klasyfikacja generalna i ERC      | Klasyfikacja generalna i ERC | Klasyfikacja generalna i ERC | Klasyfikacja generalna i ERC |
| ---------------------------- | ---------------------------- | ---------------------------- | --------------------------------- | ---------------------------- | ---------------------------- | ---------------------------- |
| 1.                           | Walter Röhrl                 | Jochen Berger                | Opel Ascona 1.9 SR                |                              | 0.0                          |                              |
| 2.                           | Dorin Motoc                  | Cornel Motoc                 | Renault 12 Gordini                |                              |                              |                              |
| 3.                           | Yordan Toplodolski           | Vladimir Iliev               | Renault 12 Gordini                |                              |                              |                              |
| 4.                           | Maciej Stawowiak             | Jan Czyżyk                   | Polski Fiat 125p 1600 Monte Carlo |                              |                              |                              |
| 5.                           | Laurenţiu Moldovan           | Mircea Popescu               | Renault 12 Gordini                |                              |                              |                              |
| 6.                           | Ilja Ivanov                  | Pencho Velkov                | Lada VAZ 2101                     |                              |                              |                              |
|                              |                              |                              |                                   |                              |                              |                              |
| 8.                           | Ivan Arsov                   | Timcho Timev                 | Lada VAZ 2101                     |                              |                              |                              |
| Klasyfikacja CoPaF           |                              |                              |                                   |                              |                              |                              |
| 1.                           | Dorin Motoc                  | Cornel Motoc                 | Renault 12 Gordini                |                              | 0.00                         |                              |
| 2.                           | Yordan Toplodolski           | Vladimir Iliev               | Renault 12 Gordini                |                              |                              |                              |
| 3.                           | Maciej Stawowiak             | Jan Czyżyk                   | Polski Fiat 125p 1600 Monte Carlo |                              |                              |                              |
| 4.                           | Laurenţiu Moldovan           | Mircea Popescu               | Renault 12 Gordini                |                              |                              |                              |
| 5.                           | Ilja Ivanov                  | Pencho Velkov                | Lada VAZ 2101                     |                              |                              |                              |
|                              |                              |                              |                                   |                              |                              |                              |
| 7.                           | Ivan Arsov                   | Timcho Timev                 | Lada VAZ 2101                     |                              |                              |                              |